# Tournoi de tennis d'Astana
Le tournoi de tennis d'Astana est un tournoi international de tennis masculin du circuit professionnel ATP et Challenger et féminin du circuit ITF et WTA qui se déroule au Kazakhstan.
Un premier tournoi masculin Challenger, la President's Cup, a lieu tous les ans au mois de juillet à Astana. Il est créé en 2007 et se joue sur dur en extérieur.
À plusieurs reprises, un second tournoi Challenger s'est déroulé la même année : l'Astana Cup en 2010 et 2011, l'Astana Challenger en 2014 et le Nur-Sultan Challenger en 2019.
Un tournoi féminin du circuit ITF est organisé conjointement au tournoi masculin depuis 2009. C'est l'un des tournois majeurs du circuit secondaire féminin avec une dotation pouvant atteindre 100 000 $ selon les années. En 2021, la WTA promeut le tournoi en catégorie WTA 250.
En octobre 2020, l'ATP décide exceptionnellement de faire jouer un tournoi masculin de catégorie ATP 250 à cause de la pandémie de Covid-19 qui a bouleversé le calendrier de la saison. L'année suivante, le tournoi est maintenu pour une année supplémentaire. En 2022, il est promu en catégorie ATP 500 afin de compenser l'annulation de l'Open de Chine. Le tournoi du circuit Challenger continue d'être organisé en parallèle. En 2024, le tournoi ATP est déplacé à Almaty.

## Palmarès messieurs ATP

### Simple
| No | Date       | Nom et lieu du tournoi    | Catégorie | Dotation    | Surface    | Vainqueur        | Finaliste          | Score         |         |
| -- | ---------- | ------------------------- | --------- | ----------- | ---------- | ---------------- | ------------------ | ------------- | ------- |
| 1  | 26-10-2020 | Astana Open, Nour-Soultan | ATP 250   | 273 345 $   | Dur (int.) | John Millman     | Adrian Mannarino   | 7-5, 6-1      | Tableau |
| 2  | 20-09-2021 | Astana Open, Nour-Soultan | ATP 250   | 480 000 $   | Dur (int.) | Kwon Soon-woo    | James Duckworth    | 7-66, 6-3     | Tableau |
| 3  | 03-10-2022 | Astana Open, Astana       | ATP 500   | 1 900 000 $ | Dur (int.) | Novak Djokovic   | Stéfanos Tsitsipás | 6-3, 6-4      | Tableau |
| 4  | 27-09-2023 | Astana Open, Astana       | ATP 250   | 1 017 850 $ | Dur (int.) | Adrian Mannarino | Sebastian Korda    | 4-6, 6-3, 6-2 | Tableau |
| 5  | 14-10-2024 | Almaty Open, Almaty       | ATP 250   | 1 036 700 $ | Dur (int.) | Karen Khachanov  | Gabriel Diallo     | 6-2, 5-7, 6-3 | Tableau |

### Double
| No | Date       | Nom et lieu du tournoi    | Catégorie | Dotation    | Surface    | Vainqueurs                              | Finalistes                          | Score              |         |
| -- | ---------- | ------------------------- | --------- | ----------- | ---------- | --------------------------------------- | ----------------------------------- | ------------------ | ------- |
| 1  | 26-10-2020 | Astana Open, Nour-Soultan | ATP 250   | 273 345 $   | Dur (int.) | Sander Gillé Joran Vliegen              | Max Purcell Luke Saville            | 7-5, 6-3           | Tableau |
| 2  | 20-09-2021 | Astana Open, Nour-Soultan | ATP 250   | 480 000 $   | Dur (int.) | Santiago González Andrés Molteni        | Jonathan Erlich Andrei Vasilevski   | 6-1, 6-2           | Tableau |
| 3  | 03-10-2022 | Astana Open, Astana       | ATP 500   | 1 900 000 $ | Dur (int.) | Nikola Mektić Mate Pavić                | Adrian Mannarino Fabrice Martin     | 6-4, 6-2           | Tableau |
| 4  | 27-09-2023 | Astana Open, Astana       | ATP 250   | 1 017 850 $ | Dur (int.) | Nathaniel Lammons Jackson Withrow       | Mate Pavić John Peers               | 7-64, 7-67         | Tableau |
| 5  | 14-10-2024 | Almaty Open, Almaty       | ATP 250   | 1 036 700 $ | Dur (int.) | Rithvik Choudary Bollipalli Arjun Kadhe | Nicolás Barrientos Skander Mansouri | 3-6, 7-63, [14-12] | Tableau |

## Palmarès messieurs Challenger

### Simple
| No | Date       | Nom et lieu du tournoi                              | Catégorie  | Dotation     | Surface    | Vainqueur          | Finaliste           | Score           |  |
| -- | ---------- | --------------------------------------------------- | ---------- | ------------ | ---------- | ------------------ | ------------------- | --------------- |  |
| 1  | 11-06-2007 | Astana Challenger, Astana                           | Challenger | 75 000 $     | Dur (ext.) | Mikhail Ledovskikh | Björn Phau          | 7-62, 6-3       |  |
| 2  | 03-11-2008 | President's Cup, Astana                             | Challenger | 75 000 $     | Dur (int.) | Andrey Golubev     | Laurent Recouderc   | 1-6, 7-5, 6-3   |  |
| 3  | 02-11-2009 | President's Cup, Astana                             | Challenger | 125 000 $ +H | Dur (int.) | Andrey Golubev     | Illya Marchenko     | 6-3, 6-3        |  |
| 4  | 23-08-2010 | Astana Cup, Astana                                  | Challenger | 50 000 $     | Dur (ext.) | Igor Kunitsyn      | Konstantin Kravchuk | 4-6, 7-65, 7-63 |  |
| 5  | 01-11-2010 | President's Cup, Astana                             | Challenger | 125 000 $ +H | Dur (int.) | Ivan Dodig         | Igor Kunitsyn       | 6-4, 6-3        |  |
| 6  | 25-07-2011 | President's Cup, Astana                             | Challenger | 125 000 $ +H | Dur (ext.) | Mikhail Kukushkin  | Sergueï Bubka       | 6-3, 6-4        |  |
| 7  | 22-08-2011 | Astana II Challenger, Astana                        | Challenger | 50 000 $     | Dur (ext.) | Rainer Schüttler   | Teymuraz Gabashvili | 7-66, 4-6, 6-4  |  |
| 8  | 23-07-2012 | President's Cup, Astana                             | Challenger | 125 000 $    | Dur (ext.) | Evgeny Donskoy     | Marsel İlhan        | 6-3, 6-4        |  |
| 9  | 22-07-2013 | President's Cup, Astana                             | Challenger | 125 000 $    | Dur (ext.) | Dudi Sela          | Mikhail Kukushkin   | 5-7, 6-2, 7-66  |  |
| 10 | 17-02-2014 | Astana Challenger, Astana                           | Challenger | 75 000 $     | Dur (int.) | Andrey Golubev     | Gilles Müller       | 6-4, 6-4        |  |
| 11 | 21-07-2014 | President's Cup, Astana                             | Challenger | 125 000 $    | Dur (ext.) | Ričardas Berankis  | Marsel İlhan        | 7-5, 5-7, 6-3   |  |
| 12 | 27-07-2015 | President's Cup, Astana                             | Challenger | 75 000 $     | Dur (ext.) | Mikhail Kukushkin  | Evgeny Donskoy      | 6-2, 6-2        |  |
| 13 | 25-07-2016 | President's Cup, Astana                             | Challenger | 100 000 $    | Dur (ext.) | Evgeny Donskoy     | Konstantin Kravchuk | 6-3, 6-3        |  |
| 14 | 17-07-2017 | President's Cup, Astana                             | Challenger | 125 000 +H $ | Dur (ext.) | Egor Gerasimov     | Mikhail Kukushkin   | 7-69, 4-6, 6-4  |  |
| 15 | 16-07-2018 | President's Cup, Astana                             | Challenger | 125 000 +H $ | Dur (ext.) | Sebastian Ofner    | Daniel Brands       | 7-65, 6-3       |  |
| 16 | 15-07-2019 | President's Cup, Nour-Soultan                       | Challenger | 135 400 $    | Dur (ext.) | Evgeny Donskoy     | Sebastian Korda     | 7-65, 3-6, 6-4  |  |
| 17 | 30-09-2019 | Nur-Sultan Challenger, Nour-Soultan                 | Challenger | 54 160 $     | Dur (int.) | Illya Marchenko    | Yannick Maden       | 4-6, 6-4, 6-3   |  |
| 18 | 22-02-2021 | Forte Challenger 100, Nour-Soultan                  | Challenger | 104 160 $    | Dur (int.) | Mackenzie McDonald | Jurij Rodionov      | 6-1, 6-2        |  |
| 19 | 01-03-2021 | Forte Challenger 125, Nour-Soultan                  | Challenger | 156 240 $    | Dur (int.) | Tomáš Macháč       | Sebastian Ofner     | 4-6, 6-4, 6-4   |  |
| 20 | 12-07-2021 | President's Cup - Kerey Challenger, Nour-Soultan    | Challenger | 52 080 $     | Dur (ext.) | Max Purcell        | Jay Clarke          | 3-6, 6-4, 7-66  |  |
| 21 | 19-07-2021 | President's Cup - Zhanibek Challenger, Nour-Soultan | Challenger | 52 080 $     | Dur (ext.) | Andrey Kuznetsov   | Jason Kubler        | 6-3, 2-1 ab.    |  |
| 22 | 18-07-2022 | President's Cup, Nour-Soultan                       | Challenger | 53 120 $     | Dur (ext.) | Roman Safiullin    | Denis Yevseyev      | 2-6, 6-4, 7-62  |  |

### Double
| No | Date       | Nom et lieu du tournoi                              | Catégorie  | Dotation     | Surface    | Vainqueurs                           | Finalistes                          | Score              |  |
| -- | ---------- | --------------------------------------------------- | ---------- | ------------ | ---------- | ------------------------------------ | ----------------------------------- | ------------------ |  |
| 1  | 11-06-2007 | Astana Challenger, Astana                           | Challenger | 75 000 $     | Dur (ext.) | Daniel Brands Adam Feeney            | Kamil Čapkovič Ivan Dodig           | 6-2, 6-4           |  |
| 2  | 03-11-2008 | President's Cup, Astana                             | Challenger | 75 000 $     | Dur (int.) | Mikhail Elgin Alexander Kudryavtsev  | George Bastl Marco Chiudinelli      | 6-4, 68-7, [10-8]  |  |
| 3  | 02-11-2009 | President's Cup, Astana                             | Challenger | 125 000 $ +H | Dur (int.) | Jonathan Marray Jamie Murray         | David Martin Rogier Wassen          | 4-6, 6-3, [10-5]   |  |
| 4  | 23-08-2010 | Astana Cup, Astana                                  | Challenger | 50 000 $     | Dur (ext.) | Mikhail Elgin Nikolaus Moser         | Wu Di Zhang Ze                      | 6-0, 6-4           |  |
| 5  | 01-11-2010 | President's Cup, Astana                             | Challenger | 125 000 $ +H | Dur (int.) | Colin Fleming Ross Hutchins          | Mikhail Elgin Alexander Kudryavtsev | 6-3, 7-610         |  |
| 6  | 25-07-2011 | President's Cup, Astana                             | Challenger | 125 000 $ +H | Dur (ext.) | Konstantin Kravchuk Denys Molchanov  | Arnau Brugués-Davi Malek Jaziri     | 7-64, 61-7, [10-3] |  |
| 7  | 22-08-2011 | Astana II Challenger, Astana                        | Challenger | 50 000 $     | Dur (ext.) | Karan Rastogi Vishnu Vardhan         | Harri Heliövaara Denys Molchanov    | 7-63, 2-6, [10-8]  |  |
| 8  | 23-07-2012 | President's Cup, Astana                             | Challenger | 125 000 $    | Dur (ext.) | Konstantin Kravchuk Denys Molchanov  | Karol Beck Kamil Čapkovič           | 6-4, 6-3           |  |
| 9  | 22-07-2013 | President's Cup, Astana                             | Challenger | 125 000 $    | Dur (ext.) | Riccardo Ghedi Claudio Grassi        | Andrey Golubev Mikhail Kukushkin    | 3-6, 6-3, [10-8]   |  |
| 10 | 17-02-2014 | Astana Challenger, Astana                           | Challenger | 75 000 $     | Dur (int.) | Sergey Betov Aliaksandr Bury         | Andrey Golubev Evgeny Korolev       | 6-1, 6-4           |  |
| 11 | 21-07-2014 | President's Cup, Astana                             | Challenger | 125 000 $    | Dur (ext.) | Sergueï Bubka Marco Chiudinelli      | Chen Ti Huang Liang-chi             | 6-3, 6-4           |  |
| 12 | 27-07-2015 | President's Cup, Astana                             | Challenger | 75 000 $     | Dur (ext.) | Konstantin Kravchuk Denys Molchanov  | Chung Yun-seong Djurabeck Karimov   | 6-2, 6-2           |  |
| 13 | 25-07-2016 | President's Cup, Astana                             | Challenger | 100 000 $    | Dur (ext.) | Yaraslav Shyla Andrei Vasilevski     | Mikhail Elgin Alexander Kudryavtsev | 6-4, 6-4           |  |
| 14 | 17-07-2017 | President's Cup, Astana                             | Challenger | 125 000 +H $ | Dur (ext.) | Toshihide Matsui Vishnu Vardhan      | Evgeny Karlovskiy Evgeny Tyurnev    | 7-63, 65-7, [10-7] |  |
| 15 | 16-07-2018 | President's Cup, Astana                             | Challenger | 125 000 +H $ | Dur (ext.) | Mikhail Elgin Yaraslav Shyla         | Arjun Kadhe Denis Yevseyev          | 7-5, 7-66          |  |
| 16 | 15-07-2019 | President's Cup, Nour-Soultan                       | Challenger | 135 400 $    | Dur (ext.) | Andrey Golubev Aleksandr Nedovyesov  | Chung Yun-seong Nam Ji-sung         | 6-4, 6-4           |  |
| 17 | 30-09-2019 | Nur-Sultan Challenger, Nour-Soultan                 | Challenger | 54 160 $     | Dur (int.) | Harri Heliövaara Illya Marchenko     | Karol Drzewiecki Szymon Walków      | 6-4, 6-4           |  |
| 18 | 22-02-2021 | Forte Challenger 100, Nour-Soultan                  | Challenger | 104 160 $    | Dur (int.) | Denys Molchanov Aleksandr Nedovyesov | Nathan Pasha Max Schnur             | 6-4, 6-4           |  |
| 19 | 01-03-2021 | Forte Challenger 125, Nour-Soultan                  | Challenger | 156 240 $    | Dur (int.) | Nathaniel Lammons Jackson Withrow    | Nathan Pasha Max Schnur             | 6-4, 6-2           |  |
| 20 | 12-07-2021 | President's Cup - Kerey Challenger, Nour-Soultan    | Challenger | 52 080 $     | Dur (ext.) | Hsu Yu-hsiou Benjamin Lock           | Peter Polansky Serhiy Stakhovsky    | 2-6, 6-1, [10-7]   |  |
| 21 | 19-07-2021 | President's Cup - Zhanibek Challenger, Nour-Soultan | Challenger | 52 080 $     | Dur (ext.) | Hsu Yu-hsiou Benjamin Lock           | Oleksii Krutykh Grigoriy Lomakin    | 6-3, 6-4           |  |
| 22 | 18-07-2022 | President's Cup, Nour-Soultan                       | Challenger | 53 120 $     | Dur (ext.) | Nam Ji-sung Song Min-kyu             | Andrew Paulson David Poljak         | 6-2, 3-6, [10-6]   |  |

## Palmarès dames

### Simple
| No | Date       | Nom et lieu du tournoi    | Catégorie | Dotation  | Surface    | Vainqueure          | Finaliste        | Score         |         |
| -- | ---------- | ------------------------- | --------- | --------- | ---------- | ------------------- | ---------------- | ------------- | ------- |
| 1  | 27-09-2021 | Astana Open, Nour-Soultan | WTA 250   | 235 238 $ | Dur (int.) | Alison Van Uytvanck | Yulia Putintseva | 1-6, 6-4, 6-3 | Tableau |

### Double
| No | Date       | Nom et lieu du tournoi   | Catégorie | Dotation  | Surface    | Vainqueures                         | Finalistes                           | Score            |         |
| -- | ---------- | ------------------------ | --------- | --------- | ---------- | ----------------------------------- | ------------------------------------ | ---------------- | ------- |
| 1  | 27-09-2021 | Astana Open Nour-Soultan | WTA 250   | 235 238 $ | Dur (int.) | Anna-Lena Friedsam Monica Niculescu | Angelina Gabueva Anastasia Zakharova | 6-2, 4-6, [10-5] | Tableau |